# Xã Beaver Creek, Quận Hamilton, Illinois
Xã Beaver Creek (tiếng Anh: Beaver Creek Township) là một xã thuộc quận Hamilton, tiểu bang Illinois, Hoa Kỳ. Năm 2010, dân số của xã này là 271 người.